# Sakari Pitkänen
Matti-Vilho Sakari Pitkänen, född 5 december 1956, är en svensk PR-konsult och tidigare journalist och chefredaktör för Metro. 

## Biografi
Pitkänen arbetade som journalist på Aftonbladet i elva år innan han kom till Metro 1995. År 1997 blev han utsedd till chefredaktör för Metro Sverige. Under hans tid som chefredaktör växte Metro till att bli Sveriges mest lästa tidning. 2006 blev han global chefredaktör för Metro International. I början av 2009 började Pitkänen som digital utvecklingschef och vice vd för tidningens globala webbverksamhet Metro Interactive. Pitkänen lämnade Metrokoncernen samma år och började arbeta med medierelationer och strategier i digitala kanaler på Prime.
I tidningen Resumés årliga lista över de mäktigaste personerna i Medie-Sverige 2009 rankades Pitkänen på plats 37.
År 2012 lämnade Pitkänen Prime PR för att arbeta som vice vd och konsult på Infopaq i Stockholm. Infopaq är Sveriges största bolag för medieövervakning. Från årsskiftet 2013 är Pitkänen egen företagare och driver bland annat projektet Radio X, en plattform för hyperlokala nyhetspoddar.